# Francesco Basili
Francesco Basili, o Basily o ancora Basilj (Loreto, 31 gennaio 1767 – Roma, 25 marzo 1850), è stato un maestro di cappella e compositore italiano.

## Biografia
Figlio e allievo di Andrea Basili, che lo iniziò alla musica con Giovanni Battista Borghi, nel 1783 diventò membro dell'Accademia di Santa Cecilia di Roma, presso la quale, dopo essersi trasferito nella città pontificia alla morte del padre, aveva studiato nel corso tenuto da Giuseppe Jannacconi. A partire dalla seconda metà degli anni Ottanta del XVIII secolo ottenne vari incarichi da maestro di cappella (a Foligno dal 1786 al 1789, quindi a Macerata fino al 1803 e, dopo una pausa di sei anni, nella sua città natale dal 1809 al 1828). Fu quindi direttore del Conservatorio di Milano dal 1827 al 1837 (una veste nella quale presiedette la commissione che respinse la richiesta di iscrizione di un giovane Giuseppe Verdi) e poi maestro della Cappella Giulia della Basilica di San Pietro in Vaticano.
Fu inoltre membro delle Accademie di Bologna, Roma, Modena e della Preußische Königliche Akademie der Künste di Berlino. 
È il padre del compositore Basilio Basili. 

## Attività musicale
Dopo essere diventato maestro di cappella a Foligno e fino alla morte, Basili si dedicò intensamente alla composizione, in particolar modo di opere a carattere religioso ma senza tralasciare l'opera, le sonate per piano e le sinfonie. Sebbene la sua opera sia principalmente nota per la musica sacra, discreto successo ebbe Gl'Illinesi, che debuttò alla Scala il 26 gennaio 1819.

## Alcune composizioni

### Musica sacra
- Ave Maria Mottetto a 4 voci e organo.
- Miserere a 4 voci concertato.
- Miserere a 8 voci con 8 voci di coro.
- Messa di Requiem (1802).
- Messa di Requiem a 3 voci.
- Gran Messa di Requiem a 4 voci.
- Messa di Requiem (1816) in memoria del suo maestro Giuseppe Jannacconi (1741 - 1816).
- Regina Coeli, antifona per cori concertati ed orchestra.
- Justorum animae, Offertorio a 4 voci.
- Confitebor, dal Salmo CX a 4 voci con grande orchestra.
- Christus factus est
- Domine! Salvum fac Imperatorem nostrum  (circa 1830)
- Qui Sedes , per Soprano e Organo concertato.
- Sinfonia a piena orchestra sullo stile d'Haydn (1841)

### Opere liriche

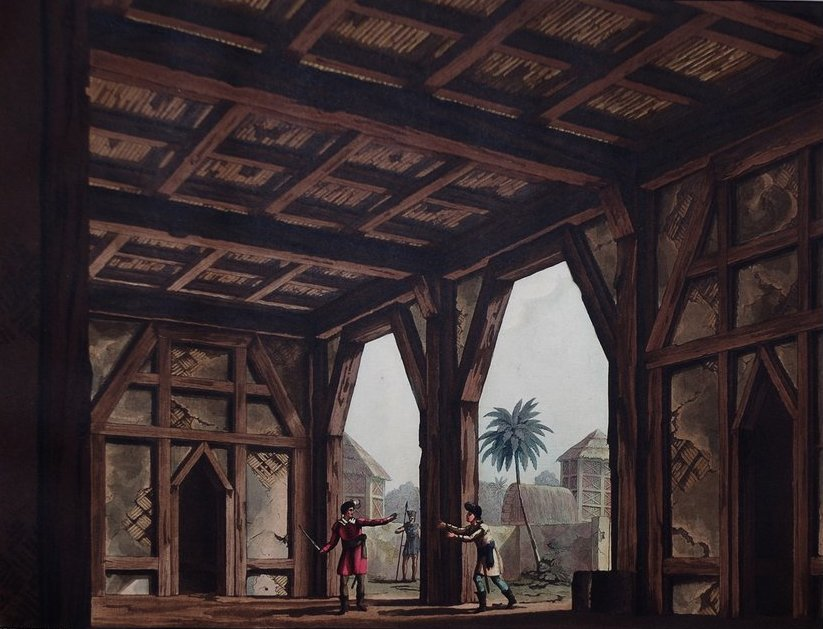
Scena di Alessandro Sanquirico per Gl'Illinesi (Teatro alla Scala di Milano, 1819)

- 1 La bella incognita, farsa in 2 atti (Roma, Carnevale 1788)
- 2 La Locandiera, farsa in 2 atti (Roma, Carnevale 1789)
- 3 Achille all'assedio di Troia, (Firenze, 1797)
- 4 Il ritorno di Ulisse, dramma in 3 atti (Firenze, 1º settembre 1798) su libretto di G. B. Moniglia.
- 5 Antigona, dramma serio in 2 atti (Venezia, 5. dicembre 1799 al Teatro La Fenice) su libretto di Gaetano Rossi.
- 6 Conviene adattarsi, farsa in 1 atto (Venezia, autunno 1801).
- 7 L'unione mal pensata, dramma in 1 atto (Teatro Venier di Venezia, 27 dicembre 1801).
- 8 Lo Stravagante ed il dissipatore, dramma giocoso in 2 atti (Gran Teatro La Fenice di Venezia, primavera 1805) su libretto di G. M. Foppa.
- 9 L'Ira d'Achille, dramma serio in 3 atti (Gran Teatro La Fenice di Venezia, 30 gennaio 1817 con Adelaide Malanotte) su libretto di Paolo Pola.
- 10 L'Orfana egiziana, dramma in 3 atti (Gran Teatro La Fenice di Venezia, gennaio 1818) con Nicola Tacchinardi e Francesca Maffei Festa.
- 11 Gl'Illinesi melodramma serio in 2 atti (Regio Teatro alla Scala di Milano, 26 gennaio 1819) su libretto di Felice Romani, con Francesca Maffei Festa.
- 12 Il Califo e la schiava, melodramma in 2 atti (Regio teatro alla Scala d Milano, 21 agosto 1819), libretto di Felice Romani.
- 13 Isaura e Ricciardo, opera seria in 2 atti (Teatro Valle di Roma, 29 gennaio 1820) su libretto di Cesare Sterbini).
- 14 Sansone, azione tragico-sacra in 3 quadri: Sansone in Tamnata, Sansone in Gaza, La caduta del tempio di Dagone (Real Teatro San Carlo di Napoli, 20 marzo 1824) su libretto di Andrea Leone Tottola con Andrea Nozzari, Luigi Lablache e Michele Benedetti (basso).
- 15 La sconfitta degli Assiri, oratorio.
- 16 Arianna e Teseo, cantata.